# اچ‌ام‌اس شیفام (ام۲۷۲۶)
اچ‌ام‌اس شیفام (ام۲۷۲۶) (به انگلیسی: HMS Shipham (M2726)) یک کشتی بود. این کشتی در سال ۱۹۵۵ ساخته شد.